# 584.
◄ | 5. stoljeće | 6. stoljeće | 7. stoljeće | ►
◄ | 550-ih | 560-ih | 570-ih | 580-ih | 590-ih | 600-ih | 610-ih | ►
◄◄ | ◄ | 581. | 582. | 583. | 584. | 585. | 586. | 587. | ► | ►►
Astronomija • Književnost • Kršćanstvo • Pravo • Promet

## Rođenja
- Klotar II., franački kralj († 629.)

## Vanjske poveznice
|  | Zajednički poslužitelj ima još gradiva o temi 584. |